# Verner Lehtimäki

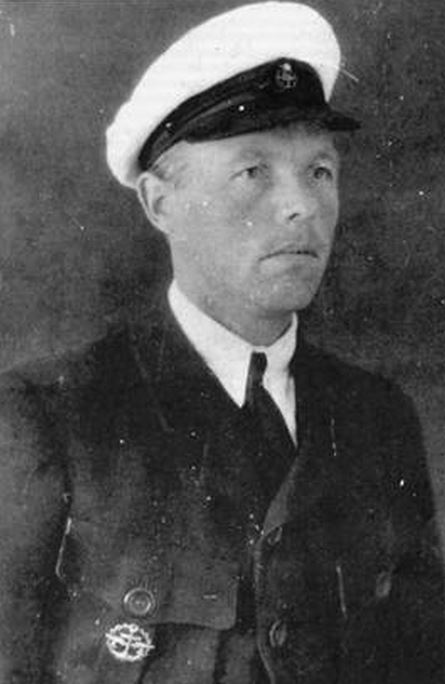
Verner Lehtimäki.

Verner Lehtimäki, född 8 juni 1890 i Vahto, död 5 april 1938 i Sovjetunionen, var en finländsk socialist och pilot. Under finska inbördeskriget var han de rödas överbefälhavare.

## Biografi
I sin ungdom vistades och arbetade Lehtimäki i USA och Ryssland. Efter februarirevolutionen 1917 smugglade han vapen åt de finländska revolutionärerna. Senare samma år återvände han till Finland, där han var överbefälhavare på den röda sidan under inbördeskriget. Efter de vitas seger i kriget stred Lehtimäki med Murmanlegionen, och utbildade sig därefter till pilot i Sovjetunionen. Han tjänstgjorde som sjöflygare i Östersjöflottan, och deltog i kväsandet av Kronstadtupproret i mars 1921. 1923 flyttade han till Kina där han arbetade som tulltjänsteman, och därefter studerade han luftfart och arbetade för flera flygbolag i USA. Lehtimäki återvände till Sovjetunionen 1932, och arbetade som flygplansingenjör i Leningrad. Han fick sovjetiskt medborgarskap 1936, men anklagades sedan för att ha kopplingar till Oskari Tokoi och avrättades 1938. Lehtimäki rehabiliterades 1957.